# QB VII (mini-série)
QB VII est une mini-série américaine en deux parties de 150 minutes réalisée par Tom Gries et diffusée les 29 et 30 avril 1974 sur le réseau ABC.
En France, elle a été diffusée à partir du 16 septembre 1976 sur Antenne 2, et au Québec à partir du 21 septembre 1979 à la Télévision de Radio-Canada dans Hors série en six parties d'environ 52 minutes.

## Fiche technique
- Titre original et français : QB VII (Queen's Bench Court room Number Seven)
- Réalisation : Tom Gries
- Scénario : Edward Anhalt d'après le roman QB VII de Leon Uris
- Musique : Jerry Goldsmith
- Costumes : Judy Moorcroft
- Casting : Rachelle Farberman
- Production : Douglas S. Cramer
- Sociétés de production : Douglas S. Cramer Company et Screen Gems
- Sociétés de distribution : American Broadcasting Company (États-Unis)
- Pays d'origine :  États-Unis
- Langue originale : anglais américain
- Format : couleur - 35 mm - 1,33:1 - son Mono.
- Nombre de saisons : 1
- Nombre d'épisodes : 2
- Durée : 2 × 150 minutes
- Dates de première diffusion : 29 avril 1974

## Distribution
- Ben Gazzara : Abraham Cady
- Anthony Hopkins : Dr Adam Kelno
- Leslie Caron : Angela Kelno
- Lee Remick : Lady Margaret Alexander Wydman
- Juliet Mills : Samantha Cady
- Dan O'Herlihy : David Shawcross
- Robert Stephens : Robert Highsmith
- Anthony Quayle : Tom Banniester
- Milo O'Shea : Dr Stanislaus Lotaki
- John Gielgud : Clinton-Meek
- Edith Evans : Dr Parmentier
- Jack Hawkins : Justice Gilray
- Judy Carne : Natalie
- Kristoffer Tabori : Ben Cady
- Joseph Wiseman : Morris Cady
- Anthony Andrews : Stephen Kelno
- Signe Hasso : Lena Kronska
- Sam Jaffe : Dr Mark Tesla
- Alan Napier : Semple